# Reute AR
| AR ist das Kürzel für den Kanton Appenzell Ausserrhoden in der Schweiz. Es wird verwendet, um Verwechslungen mit anderen Einträgen des Namens Reute zu vermeiden. |

Reute (schweizerdeutsch d Rüüti oder Rüüti) ist eine politische Gemeinde im Vorderland des Kantons Appenzell Ausserrhoden in der Schweiz. Die Gemeinde hat knapp 700 Einwohner und liegt auf 700 bis 800 m ü. M.

Luftbild von Werner Friedli (1970)

## Geographie
Reute liegt zwischen Heiden und Rebstein, über dem Rheintal. Die Gemeindefläche hat die Form einer Sichel und teilt die innerrhodische Bezirksgemeinde Oberegg in zwei Hälften. Reute ist in drei Bezirke aufgeteilt: Mohren (oberhalb Rebstein), Reute (oberhalb Berneck) und Schachen (unterhalb des Dorfes Oberegg), wobei Schachen praktisch mit Oberegg zusammengewachsen ist.
Reute hat zwei Dreikantonsecken zu den Kantonen Appenzell Innerrhoden und St. Gallen  () ().
Die Dorfmitte liegt auf 703 m ü. M., wobei sich der höchste Punkt auf 1028 m ü. M., der tiefste auf 539 m ü. M. befinden. Die Gemeindefläche umfasst 494 Hektaren, wobei 30 Hektaren Siedlungsfläche, 201 Hektaren Landwirtschaftsfläche und 263 Hektaren bestockte Fläche sind.

## Geschichte
Die Gemeinden am Unteren Hirschberg (Walzenhausen und Heiden) und die Gemeinden am Oberen Hirschberg (Oberegg und Reute) führen alle einen Hirsch im Wappen. Das weist darauf hin, dass der bewaldete Hang einst ein Jagdgebiet war. Der Obere Hirschberg wurde etwa ab dem 14. Jahrhundert vom Rheintal her besiedelt. Die Nennung eines Hofes uf Hirsperg aus dem Jahr 1366 gilt heute als Ersterwähnung der Gemeinde. Nach den Appenzeller Kriegen kam das Gebiet des Oberen Hirschbergs zur Rhode Trogen und somit zum neuen Land Appenzell. Dennoch blieben die Bewohner bis 1688 ins Rheintal kirchgenössig.
Die Reformation, die 1597 zur Landteilung zwischen Inner- und Ausserrhoden führte, schuf im Gebiet Oberer Hirschberg komplizierte Verhältnisse: Ein Schiedsgericht, das von der Tagsatzung eingesetzt worden war, schlug den Besitz von katholischen Familien Innerrhoden, jenen von reformierten Familien Ausserrhoden zu. Dieser Flickenteppich war zudem dynamisch, weil eine Heirat oder ein Verkauf dazu führen konnte, dass ein Hof den Kanton wechselte. Der Zwist um die Grenzen dauerte bis 1869/70, als die Grenzen zwischen Oberegg AI und Reute AR durch einen Bundesbeschluss definitiv festgelegt wurden. Durch den Abtausch von Gütern wurden zusammenhängende Gemeindegebiete geschaffen.
Die Geschichte der politischen Gemeinde Reute beginnt mit jener der Kirchgemeinde 1687. Bis dahin waren die Weiler Schachen und Dorf nach Berneck kirchgenössig, Mohren nach Marbach. 1688 wurde die eigene reformierte Kirche beim Hof Rüti eingeweiht, dazu auch ein Pfarrhaus mit einer ersten Schulstube.
Das verzettelte Gemeinwesen hatte jedoch einen erheblichen Einfluss zum Beispiel auf die Wasserversorgung, weil Quellen auf Oberegger Gemeindegebiet lagen oder Leitungen dort durchgeführt werden mussten. Eine andere Schwierigkeit war der Strassenbau: Die Verbindungsstrasse Oberegg–Reute–Berneck konnte erst nach dem Bundesbeschluss von 1870 geplant und bis 1874 erstellt werden. Die Verbindung über Mohren nach Marbach wurde 1885 fertig.
Der Bevölkerungszuwachs im landwirtschaftlich geprägten Gebiet ab Mitte des 19. Jahrhunderts ist auf den Aufschwung der Textilindustrie zurückzuführen. Ein Industriestandort ist Reute aber nie geworden. Geschätzt wird die Gemeinde heute vor allem als ruhiger und sonniger Wohnort mit Aussicht, der Grossteil der Bevölkerung pendelt zur Arbeit ins St. Galler Rheintal.

### Bevölkerung
| Bevölkerungsentwicklung | Bevölkerungsentwicklung | Bevölkerungsentwicklung | Bevölkerungsentwicklung | Bevölkerungsentwicklung | Bevölkerungsentwicklung | Bevölkerungsentwicklung | Bevölkerungsentwicklung | Bevölkerungsentwicklung | Bevölkerungsentwicklung | Bevölkerungsentwicklung | Bevölkerungsentwicklung | Bevölkerungsentwicklung | Bevölkerungsentwicklung | Bevölkerungsentwicklung | Bevölkerungsentwicklung | Bevölkerungsentwicklung |
| ----------------------- | ----------------------- | ----------------------- | ----------------------- | ----------------------- | ----------------------- | ----------------------- | ----------------------- | ----------------------- | ----------------------- | ----------------------- | ----------------------- | ----------------------- | ----------------------- | ----------------------- | ----------------------- | ----------------------- |
| Jahr                    | 1667                    | 1734                    | 1799                    | 1850                    | 1870                    | 1888                    | 1900                    | 1920                    | 1941                    | 1960                    | 1980                    | 1990                    | 2000                    | 2010                    | 2020                    | 2022                    |
| Einwohner               | 523                     | 700                     | 520                     | 819                     | 943                     | 965                     | 1101                    | 1001                    | 862                     | 748                     | 594                     | 660                     | 716                     | 667                     | 703                     | 694                     |

## Politik
Ernst Pletscher ist der aktuelle Gemeindepräsident der Gemeinde Reute (Stand Juli 2023). Reute verfügt über einen siebenköpfigen Gemeinderat, der unter der Leitung des Gemeindepräsidenten steht. Der Rat wird für eine vierjährige Amtszeit von den Stimmbürgerinnen und Stimmbürgern im Majorzverfahren bestimmt. Der Gemeinderat ist ein politisches Organ der Exekutive und kümmert sich im Rahmen seiner Kompetenzen um die laufenden Geschäfte der Gemeinde. Es gibt auf Gemeindeebene keine begrenzte Anzahl Amtszeiten.
Aufgrund der Einwohnerzahl hat Reute im Kantonsrat in Herisau, der Legislative des Kantons, einen Sitz. Die Person wird im Majorzverfahren von den Stimmbürgerinnen und Stimmbürgern für eine Amtszeit von vier Jahren gewählt. Die Kantonsrätinnen und Kantonsräte vertreten die Interessen der Gemeinde auf kantonaler Ebene.

## Wirtschaft
Die Landwirtschaft ist hauptsächlich auf Viehzucht ausgerichtet, ausserdem wird Obst angebaut. 1826 zählte Reute auch noch zehn Rebbauern. Im Jahr 2022 waren noch knapp 15 Prozent der Beschäftigten in der Landwirtschaft tätig.

Stickerhaus bei Reute

Die Textilindustrie begann im Verlauf des 16. Jahrhunderts Fuss zu fassen. Zunächst war der Leinwandhandel dominant. Die Gegend eignet sich zum Anbau von Flachs, gesponnen und gewoben wurde in Heimarbeit. Mit der Verbreitung der Musselin- und Baumwolltuchweberei ab etwa 1870 gewann auch die Stickerei an Bedeutung. Reute und Walzenhausen fabrizierten vor allem einfache Musseline von mittlerer Qualität sowie gestickte und genähte Ware, später vermehrt auch Seidenbeuteltuch. 1890 gab es in Reute 6 Fabrikanten mit insgesamt 71 Stickereimaschinen, die 122 Personen beschäftigten. In Heimarbeit gab es 186 Handweber und 10 Kettenstichsticker, dazu 224 Hilfskräfte. Die Zahlen zeigen die Verlagerung der Textilindustrie in die Fabriken. Sie spiegeln ebenfalls eine goldene Zeit, die vielen Menschen Arbeit und Lohn verschaffte: Bis zu 60 Prozent der Bevölkerungen waren in der Textilindustrie beschäftigt. Bis 1922 kam die Industrie jedoch fast vollständig zum Erliegen.
Die letzte Handmaschinenstickerin war Lina Bischofberger. Im Alter von 94 Jahren gab sie 2016 ihr Handwerk auf. Die Stickmaschine wurde ins Volkskundemuseum in Stein AR transportiert und ist dort wieder in Betrieb. Ein Zeuge der Stickereizeit findet sich auch noch im ehemaligen Hotel «Bellevue». 1900 erbaut, wurde das Kurhotel 1914 von einem Rheintaler Sticker erworben, der den Tanzsaal zu einem Sticklokal umfunktionierte. Dort steht noch heute eine 13 Meter lange Schifflistickmaschine, die besichtigt werden kann.
Seit 1970 hat sich Reute zu einem Pendlerdorf mit wenigen lokalen Arbeitsplätzen entwickelt. 2022 waren in Reute knapp 23 Prozent der Beschäftigten im Industriesektor tätig. Ins Gewicht fallen hier aber weniger Fabriken als vielmehr eine Vielzahl an Handwerksbetrieben. Im Dorf gibt es noch eine Bäckerei, eine Käserei und einen Lebensmittelladen mit Post-Agentur.

### Medien
Seit 1995 erscheint vierteljährlich das Rüütiger Feeschter. Das Informationsblatt bringt Artikel zu Politik, Kultur und Gesellschaft. Es wird von einem Redaktionsteam um die Leiterin Esther Rechsteiner gestaltet und gratis an alle Haushalte in Reute verteilt. Finanziert wird das Rüütiger Feeschter durch Inserate.

### Bildung
Die erste Schulstube wurde 1689 im Pfarrhaus im Dorf eingerichtet. Ab Ende des 18. Jahrhunderts gab es dann in den drei Ortsteilen Dorf, Mohren und Schachen je eine eigene Schule. 1853 richtete die Pfarrersfrau zusätzlich eine Mädchenarbeitsschule ein, daraus wurde später eine Flick- und Strickschule. Die Mädchen lernten dort an einem zusätzlichen halben Tag pro Woche häusliche Tätigkeiten. Die allgemeine Alltagsschule dauerte fünf Jahre, danach besuchten die Kinder an vier Tagen pro Monat eine Repetierschule; ab 1876 gab es dann auch eine Fortbildungsschule für 17- bis 19-jährige Knaben. Erst um 1900 wurde eine allgemeine Schulpflicht von acht Jahren eingeführt.
Die drei Schulen in Dorf, Mohren und Schachen hatten bis 1966 Bestand. Dann konnte ein neues Zentralschulhaus mit Mehrzweckgebäude im Dorf eingeweiht werden. Die Primarschule in Reute führt heute eine Basisstufen- und eine Mittelstufenklasse mit altersdurchmischtem Lernen. Für die Kinder aus den entlegenen Weilern gibt es einen Schulbus. Ebenfalls wird ein Mittagstisch angeboten. Die Integrative Oberstufe besuchen die Kinder in Oberegg. Die Kantonsschule für ganz Ausserrhoden befindet sich in Trogen.

### Öffentliche Einrichtungen
Das Haus Sonnenschein in Mohren ist ein Alters- und Pflegeheim für 28 Seniorinnen und Senioren. Das Haus steht an der Durchgangsstrasse von Reute nach Altstätten an der Stelle der ehemaligen Moststube «Löwen». Diese brannte 1996 bis auf die Grundmauern nieder. 1998 wurde das neu erbaute Haus Sonnenschein eröffnet, 2019 ging dieses in die Trägerschaft der Gemeinde Reute über.
Das Haus Watt auf Steingocht ist ein Pflegeheim mit 16 Zimmern, das auch Pflegefachkräfte ausbildet und eine Spitex für die Pflege zuhause anbietet. Das Haus hat eine lange Geschichte. Das Landbuch von 1747 verpflichtete die Ausserrhoder Gemeinden zur Unterstützung bedürftiger Bürger. Dazu wurden in Reute während des Gottesdienstes etwa «Liebessteuern» eingezogen und an die Armen verteilt. Um diese billiger zu versorgen, besser zu beaufsichtigen und zu regelmässiger Arbeit anzuhalten, kaufte die Kirchhöre 1857 auf Steingocht ein Heim. 1861 wohnten darin 18 Erwachsene und 22 Kinder. Durch Weben, Spulen, Nähen und Mithilfe in der Landwirtschaft und im Garten sowie Arbeit im heimeigenen Steinbruch trugen die Insassen zu ihrem Unterhalt bei. Ausserdem gab es Einsätze beim Bau der Stoss- und der Kräzernstrasse. Ab 1950 wurde das Watt als Bürgerheim geführt, das auch Pensionäre aufnahm. 1972 wurde es in ein Altersheim umgebaut, ab 2010 dann mehr und mehr zum Heim bis zur höchsten Pflegestufe.

### Verkehr
Reute ist durch zwei Postautolinien an den öffentlichen Verkehr angeschlossen: Heiden–Reute Dorf–Reute Mohren–Marbach–Altstätten Bahnhof und Heiden–Reute Dorf–Berneck–Heerbrugg Bahnhof. Abends bedient der PubliCar Oberegg-Reute (Rufbus) Reisende mit einem Tür-zu-Tür-Service.

## Kultur und Freizeit

### Musik
Die Musikgesellschaft Reute wurde 1878 gegründet. 1928 war Reute auch Festort des vorderländischen Musiktages. 2022 nahm der Musikverein noch am Musikfest in Heiden teil, 2023 aber musste der Verein aus Mangel an Mitgliedern nach 145 Jahren die Auflösung bekanntgeben.

### Bauwerke

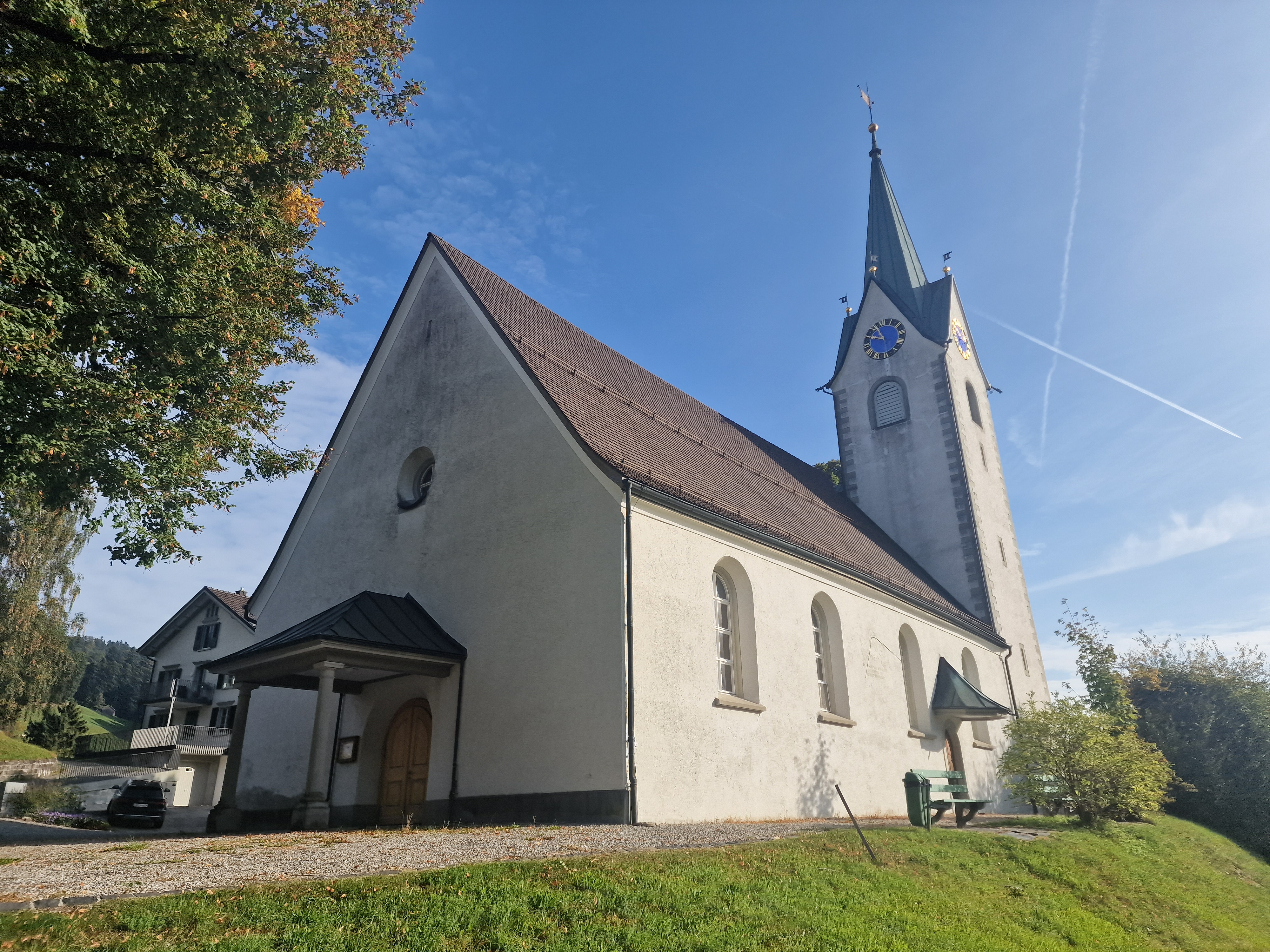
Reformierte Kirche

Die reformierte Kirche wurde 1687/88 erbaut. Es gab keine Bauleitung, sondern einzelne Handwerksmeister übernahmen die jeweilige Verantwortung. Es handelt sich um einen ostwärts gerichteten schlichten Rechteckbau mit Satteldach, an der Südostecke ist ein Turm angebaut. Das Innere bildet ein geräumiger, hoher Saal, der mit nur zwei Stufen kaum merklich in Chor und Schiff unterteilt ist. Es ist die einzige Kirche in Ausserrhoden, die ihren ursprünglichen Himmel bewahrt hat: eine Felderdecke mit einem blauen Sternenhimmel, aus dessen Mitte die Sonne mit goldgelben und rötlichen Strahlen leuchtet. Prägend für den Raum sind ausserdem die markante Westempore und die hölzerne Kanzel.

### Sport
Einer der traditionsreichsten Vereine im Dorf ist die Feldschützengesellschaft. Sie wurde 1810 gegründet und betreibt ein Schützenhaus und einen Schiessstand (300 Meter) im Unterdorf. Der Verein bietet auch einen Jungschützenkurs an. Ausserdem gibt es die Zimmerschützen Mohren. Ihr Lokal ist die Zivilschutzanlage Mohren.
Der Turnverein Reute ist ebenfalls ein Traditionsverein. Er führt heute eine je eine Riege für Aktive Damen und Herren sowie eine Frauen- und eine Männerriege. Und er führt die Papiersammlung im Ort durch.

## Persönlichkeiten
- Lina Bischofberger (1924–2023), letzte aktive Handmaschinenstickerin
- Peter Eisenhut (1955–2024), Ökonom
- Benedikt Hartmann (1873–1955), reformierter Pfarrer
- Albert Keller (Politiker) (1885–1962), Textilunternehmer, Gemeindepräsident, Kantonsrat und Nationalrat
- Rainer Stöckli (* 1943), Literat[30]

## Bilder

Ansicht von Johann Ulrich Fitzi (1798–1855)
Der Weiler Schachen bei Reute, 1910